# مركز الكتاب
مركز الكتاب (centre for the book) عبارة عن مبنى يقع بجوار حدائق الشركة في كيب تاون. و يعمل المبنى من أجل الدولة من قبل منظمة مستقلة تحمل الاسم نفسه ، لتعزيز محو الأمية والقراءة والنشر وللمؤتمرات والندوات والدورات التدريبية والمعارض المتعلقة بها.

## التاريخ
افتتح المبنى في عام 1913 ، وتم بناؤه في الأصل بأموال تبرع بها ويليم هيدينغ ودونالد كوري وكان مقرًا لجامعة (Cape of Good Hope) آنذاك ، والمعروفة اليوم باسم جامعة جنوب إفريقيا ، كمركز امتحانات لـ كليات مثل (Victoria و Stellenbosch) و South) African ) وغيرها، والتي هي اليوم جامعات في حد ذاتها. 
في عام 1932، انتقلت جامعة (جنوب إفريقيا) إلى مقر مستأجر في بريتوريا . وتم بيع المبنى للدولة ليكون مقر الأرشيف الوطني لجنوب إفريقيا ، وتم تركيب مصعد ونظام للكشف عن الحرائق.
في عام 1987، تم عرض المبنى على مكتبة جنوب إفريقيا ، التي خططت لإيواء بعض مجموعاتها الخاصة هناك ، حيث خطط الأرشيف للانتقال إلى مبنى جديد. وفي فبراير 1990 ، انتقلت الملفات المحفوظة إلى الخارج وبحلول ذلك الوقت كان المبنى في حالة سيئة للغاية بسبب الأعمال الحجرية المتداعية والأضرار الكبيرة التي لحقت بالسقوف. وخلال هذا العام تم إعلان المبنى نصب تذكاري وطني . تم تعيين مستشار ترميم رائد ، جون ريني ، للعناية بالمبنى بميزانية محدودة للغاية. والمصعد هو تصميم مخصص فريد من نوعه، ويفتح في ثلاثة اتجاهات بثلاثة أبواب منفصلة حسب ما يقتضيه تصميم المبنى.

## الطراز المعماري
تم بناء المبنى على الطراز الإدواردي. فاز مهندسان معماريان بريطانيان، دبليو هوك و دبليو إن ماكينلاي، بمسابقة لتصميمه وانتقلو إلى جنوب إفريقيا للإشراف على بنائه. انتقل المهندسون المعماريون للمساهمة في تصميم مباني الاتحاد.